# Сосна юньнаньская
Сосна юньнаньская (лат. Pinus yunnanensis) — вид вечнозелёных деревьев рода Сосна (Pinus) семейства сосновых (Pinaceae). Ареал находится на юго-западе Китая и простирается от 400 до 3100 метров над уровнем моря. Вид имеет большое экономическое значение в Китае, древесина используется различными способами, из смолы добывают скипидар, а из коры — дубильные вещества.

## Ботаническое описание
Вечнозелёное дерево высотой до 30 метров или реже кустарник. Ствол дерева моноподиальный, иногда вильчатый в области кроны. Диаметр ствола может достигать 100 сантиметров. Кора ствола серо-коричневая, под влиянием погоды сереет, продольно трещиноватая, чешуйчатая, распадается на неровные пластины и отслаивается мелкими или крупными полосами. Ветви располагаются горизонтально или изгибаются вниз и образуют куполообразную или плоскую крону. Игольчатые веточки крепкие, грубые и голые после сбрасывания иголок пульвини. Молодые побеги толстые, красновато-коричневые, позже серо-коричневые. В течение года они могут достигать длины 35 см.
Зимние почки красновато-коричневые, яйцевидно-продолговатые и заострённые. Терминальные почки достигают длины 25 миллиметров, боковые почки меньше и не содержат смолы. Чешуйки почек вдавленные и красновато-коричневые. Хвоинки редко растут парами, обычно по три в постоянном базальном игольчатом влагалище длиной 10-15 миллиметров. Хвоя светло-зелёная, прямая, тонкая, гибкая, слегка скрученная, обычно от 7 до 20, редко до 30 сантиметров длиной и от 1 до 1,2 миллиметра толщиной, с веерообразным треугольным или полукруглым поперечным сечением, с мелкопильчатыми краями и заострёнными или остроконечными концами. Поникают только самые длинные иголки. На одну иглу формируется четыре или пять центральных или расположенных ближе к поверхности смоляных каналов. На всех сторонах игл имеются мелкие стоматы.
Пыльцевые шишки короткие цилиндрические, около 2 сантиметров длиной, жёлтого цвета. Семенные шишки растут попарно или в мутовках до пяти шишек. Они короткостебельные или почти бесстебельные, длиной от 5 до 10 иногда 11 сантиметров, почти симметричные, закрытые яйцевидно-конические диаметром от 3,5 до 4,5 сантиметров и открытые диаметром от 5 до 7 сантиметров. Они раскрываются рано, но затем остаются на дереве в течение нескольких лет. Семенные чешуи деревянистые, жесткие, удлиненные до обратнояйцевидных и выступают далеко горизонтально, за исключением основания. Апофиз приподнят, изменчивой формы, поперечно килеватый, при созревании становится от зелёного до светло-коричневого цвета. Умбо плоский или приподнятый и вооружен небольшим шипом. Семена яйцевидные, длиной 4-5 миллиметров, коричневого цвета. Семенное крыло длиной от 12 до 15 миллиметров, шириной около 6 миллиметров, светло-коричневое или серо-коричневое. Опыление происходит в апреле и мае, семена созревают в октябре.
Число хромосом 2n = 24.

## Распространение и экология
Естественный ареал вида находится на юго-западе Китая в южной провинции Сычуань, Юньнань, восточной Гуйчжоу и восточной Гуанси. Pinus yunnanensis образует обширные леса в долинах, ущельях и на склонах гор на высоте от 400 до 3100 метров. Часто растёт на сухих и солнечных склонах и иногда достигает линии деревьев, где образует альпийские кустарники. Хорошо растёт на малоплодородных, неглубоких и каменистых почвах и выдерживает сильные морозы на больших высотах. Обычно растёт в чистых древостоях, иногда вместе с другими видами сосен, такими как Pinus armandii, Pinus tabuliformis и Pinus kesiya, или с Keteleeria evelyniana и с ангиоспермовыми деревьями и кустарниками.
В Красной книге МСОП Pinus yunnanensis числится как вид, не находящийся под угрозой исчезновения. Однако отмечается, что переоценка ещё не завершена.

## Систематика и история исследований
Впервые вид был научно описан Адриеном Рене Франше в 1899 году. Видовой эпитет yunnanensis относится к китайской провинции Юньнань, откуда он был впервые научно описан. Pinus yunnanensis напоминает Pinus tabuliformis и, возможно, образует с этим видом гибрид Pinus ×densata, которому также присвоен статус вида как Pinus densata Mast. Pinus yunnanensis иногда рассматривается как подвид Pinus kesiya или разновидностью Pinus insularis, который сам считается лишь разновидностью Pinus kesiya var. langbianensis. Для уточнения этих моментов предстоит провести более детальные генетические исследования, а пока статус вида обычно сохраняется (по состоянию на 2010 год).
Различают две или три разновидности:
- Pinus yunnanensis var. yunnanensis — деревья высотой до 30 метров с не поникающей или только слегка поникающей хвоей, длиной от 10 до 20, иногда до 30 сантиметров, с четырьмя-шестью смоляными каналами. Семенные шишки раскрываются при созревании и опадают после выхода семян. Ареал — южная Сычуань, Юньнань и восточная Гуйчжоу и Гуанси[2][4].
- Pinus yunnanensis var. pygmaea (Hsueh f.) Hsueh f. — кустарник высотой до 2 метров в альпийских условиях. Хвоя длиной от 7 до 13 сантиметров, жесткая, не маятниковая, с двумя или тремя смоляными каналами. Семенные шишки растут группами и остаются на дереве долгое время, семена высвобождаются не в определённый период года, а в зависимости от условий окружающей среды. Область распространения — юго-запад Сычуани и Юньнань. Там он растет на высоте от 2200 до 3100 метров[2][4].
- Pinus yunnanensis var. tenuifolia W.C.Cheng & Y.W.Law образует деревья высотой до 30 метров с поникающей хвоей длиной 20-30 сантиметров и толщиной менее 1 миллиметра с четырьмя-шестью смоляными каналами. Семенные шишки раскрываются при созревании и опадают после выхода семян. Ареал — Гуанси и Гуйчжоу в долинах рек на высоте от 400 до 1200 метров[4]. Однако различия между этим сортом и yunnanensis настолько незначительны, что Алйос Фарйон не признает сорт tenuifolia и относит его к сорту yunnanensis[2].

## Использование
Вид имеет большое экономическое значение в Китае и произрастает в естественных условиях на площади от 5,5 до 6 миллионов гектаров, а культивируется на площади 275 000 гектаров (по состоянию на 2010 год). Древесина используется в качестве дров, бревен для столбов, линий электропередач и телефонных линий, строительной древесины, для заборов и ворот, а также в качестве упаковки при транспортировке. Она используется для производства мебели, фанеры и целлюлозы. Скипидар добывают из смолы, а дубильные вещества — из коры. Хвоя используется в качестве корма для скота или перегоняется для получения масла и лекарственных препаратов. Деревья также высаживаются в качестве ветрозащитных полос и для защиты от эрозии. В Китае это также популярное декоративное дерево, но в других странах его сажают редко, исключение составляют дендрарии. Это растение-пионер, которое может проявлять инвазивное поведение.